# Huampara (distrito)
O Distrito peruano de Huampara é um dos trinta e tês distritos da Província de Yauyos, situada no  Departamento de Lima, pertencente a Região de Lima, Peru. 

## Transporte
O distrito de Huampara é servido pela seguinte rodovia:
- LM-124, que liga o distrito de Tanta à cidade de Asia
- LM-125, que liga o distrito à cidade de Alis
- PE-22A, que liga o distrito de Chicla à cidade de Mala [1][2][3]